# Psorospermum revolutum
Psorospermum revolutum är en johannesörtsväxtart som först beskrevs av Jacques Denys Denis Choisy, och fick sitt nu gällande namn av Emmanuel Drake del Castillo. Psorospermum revolutum ingår i släktet Psorospermum och familjen johannesörtsväxter. Inga underarter finns listade i Catalogue of Life.